# Obermehler
Obermehler là một đô thị thuộc huyện Unstrut-Hainich trong bang Thüringen, Đức. Đô thị này có diện tích 21,64 km².